# Liste der Monuments historiques in Plouzévédé
Die Liste der Monuments historiques in Plouzévédé führt die Monuments historiques in der französischen Gemeinde Plouzévédé auf.

## Liste der Bauwerke
| Bezeichnung                  | Beschreibung | Standort | Kennzeichnung | Schutzstatus | Datum | Bild           |
| ---------------------------- | ------------ | -------- | ------------- | ------------ | ----- | -------------- |
| Kapelle Notre-Dame-de-Berven |              | (Lage)   | PA00090273    | Classé       | 1909  | weitere Bilder |

## Liste der Objekte
- Monuments historiques (Objekte) in Plouzévédé in der Base Palissy des französischen Kultusministeriums